# Sergio III di Napoli
Sergio III di Napoli (... – Napoli, 998) fu duca di Napoli dal 977 al 998.

## Biografia
Secondo l'ipotesi di Christian Settipani, Sergio III di Napoli sarebbe il figlio putativo e successore del duca Marino II di Napoli e di una figlia anonima del duca di Amalfi Sergio I. In questo contesto, sarebbe il fratello di Emilia senatrix, ducissa, figlia putativa della stessa coppia e moglie di Giovanni III di Gaeta. Suo figlio e successore sarebbe Giovanni IV di Napoli.
Succeduto a Marino II di Napoli, nel 981 ospitò suo malgrado Ottone II del Sacro Romano Impero in città.